# 刚果劳动党
刚果劳动党（法語：Parti congolais du travail，缩写为PCT）是剛果共和國的一个政党。

## 历史
该党成立于1969年12月29日，前身是全国革命运动，创始人为时任刚果共和国总统马里安·恩古瓦比。1969年—1991年，为刚果人民共和国执政党和唯一合法政党。1977年，恩古瓦比在未遂政变中遇刺身亡，德尼·萨苏-恩格索继任党和国家最高领导人。1990年12月，召开“特别四大”修改党纲党章，放弃马克思列宁主义和科学社会主义作为党的政治指导，改“先锋队”为“群众党”。1992年，在刚果共和國首次有多个政党参加的总统选举中失利，成为在野党。1997年10月刚果共和國内战结束后，重新成为执政党。2002年7月，放弃原“镰刀、斧头和棕榈叶”的党徽图案，改用“大象”标志。2004年11月、2005年12月，召开中央委员会第四、五次特别会议，讨论修改党纲、党章、重组易名等事项，但党内各派对此存有较大分歧，未达成共识。2006年8月，保守派抛开改革派擅自召开“五大”，使党险些陷于分裂境地。12月召开“特别五大”，决定搁置易名改组的争议，党内团结得以维护。现有约17万党员。2007年，萨苏-恩格索总统宣布不再担任党主席，由代理总书记伊西多尔·姆武巴国务部长代理党务。2011年7月，召开第六届特别大会，选举萨苏-恩格索总统为中央委员会主席，皮埃尔·恩戈洛为总书记。